# Kasembon (Kasembon)
Kasembon is een bestuurslaag in het regentschap Malang van de provincie Oost-Java, Indonesië. Kasembon telt 4179 inwoners (volkstelling 2010).